# Hexenagger
Hexenagger ist ein Kirchdorf und Ortsteil des Marktes Altmannstein im oberbayerischen Landkreis Eichstätt.

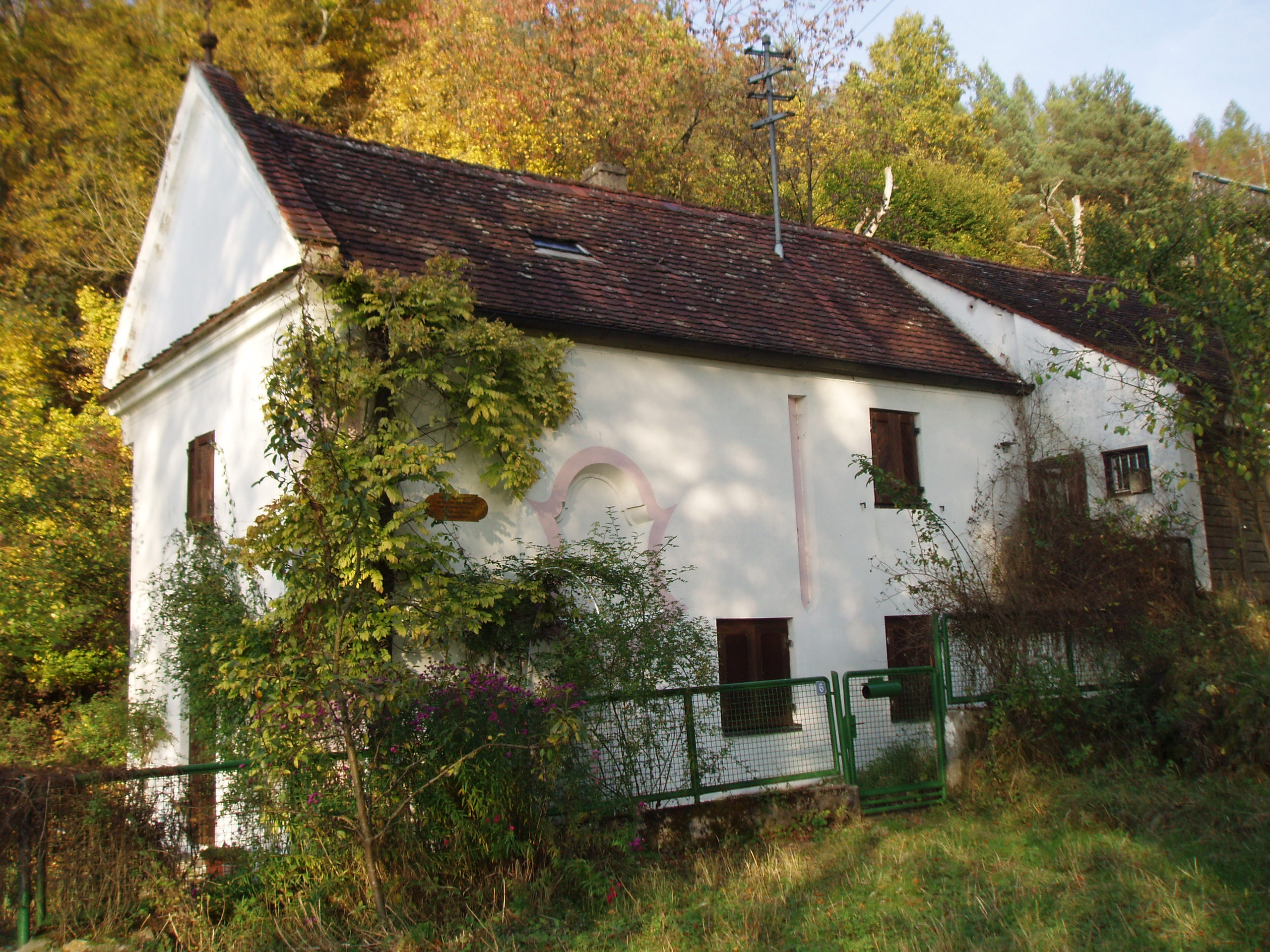
Profanierte Barockkapelle der Gräfin von Topor Morawitzki und des Fürsten Porcia

## Geschichte
Hexenagger wurde 982 erstmals urkundlich erwähnt. Ab diesem Zeitpunkt ist belegt, dass die Herren von Hexenagger bis ins Jahr 1480 den Ort regierten. Damals entstand auch das gleichnamige Schloss Hexenagger. Danach waren Herzog Wilhelm von Bayern und Erhardt von Muggenthal Eigner des Schlosses, bis das Anwesen im Dreißigjährigen Krieg gebrandschatzt wurde. Danach waren Kurfürst Karl Albrecht, Maria Josepha Gräfin von Topor Morawitzki, Fürst Porcia, Anton von Kayserstein und die Edlen von Weidenbach Herrscher im Schloss, bis es an die Familie Leichtfuß veräußert wurde. Die Schlosskapelle ging an den Markt Altmannstein.
1486–1986 gab es mit der Schlossbrauerei eine eigene Brauerei in Hexenagger.
Hexenagger hatte einen Eisenbahnanschluss an der Bahnstrecke Ingolstadt–Riedenburg. Personenverkehr gab es zwischen dem 1. Mai 1903 und der  Betriebseinstellung am 28. Mai 1972. Heute führt auf der ehemaligen Bahntrasse der Schambachtalbahn-Radweg entlang.
Hexenagger wurde am 1. Januar 1972 in den Markt Altmannstein eingegliedert.
1939 hatte Hexenagger 210 Einwohner. Am 15. März 2007 betrug die Einwohnerzahl 402.
Bei dem Weiler Ottersdorf befinden sich die Reste der Burg Ottersdorf.

## Namensgebung
Der Name Hexenagger ist von den ersten Besitzern des Schlosses Hexenagger abgeleitet, den Hechsenaggern oder Hexenaggern.
Nach der Sage soll sich der Name vom keltischen Gott Hesus ableiten, der angeblich von den damals dort lebenden germanischen Hermunduren verehrt wurde, dem auch Menschenopfer gewidmet worden seien.

## Museum
- Eine Waffen-, Huf- und Hammer-Schmiede mit Fallhämmern von 1633 und der Hauptfeuerstelle von 1639 befindet sich an der Schambach, die den Ort durchfließt.[4]

## Naturdenkmal
Etwa 500 Meter westlich vom Ort befindet sich eine Große Eiche mit 7,93 m Umfang.

## Persönlichkeiten
- Gottfried von Hexenagger; Von 1311 bis 1314 Bischof von Freising; zuvor zur Zeit des Bischofs Emicho als Magister, Archidiakon, Domherr und Domdekan in Freising.[6]
- Josef Anselm Pangkofer (1804–1854), Mundartdichter, Gutsverwalter in Hexenagger
- Hans-Jürg von Kalckreuth (1915–1988), Generalmajor des Heeres der Bundeswehr